# Grigor Dimitrov
Grigor Dimitrov (Em búlgaro: Григор Димитров; Haskovo, 16 de maio de 1991) é um tenista profissional búlgaro ex-número 3 do mundo.
Seu maior título é o ATP Finals de 2017, em seguida seu único título Masters 1000, o de Cincinnati conquistado na mesma temporada.
Dimitrov é o jogador de ténis búlgaro com mais sucesso, como por exemplo, é o primeiro e único jogador que integrou o top 20.
É também o primeiro e único tenista búlgaro a ganhar um título da ATP na categoria simples e a chegar a uma final em duplas em 2011.
Nos torneios Grand Slams, é o único jogador de ténis búlgaro a alcançar pelo menos à R32 (3° rodada). 
Antes da sua carreira profissional, ele teve sucesso na sua carreira juvenil, pois ele foi Nº 1 do mundo e ganhou o Torneio de Wimbledon 2008 – Juvenil Simples Masculino e US Open 2008 - Juvenil Simples Masculino
No final da temporada de 2013, ele era o jogador mais jovem no top 50. Começou a temporada de 2014 bem, alcançou as semifinais de Wimbledon mas perdeu para Novak Djokovic.

## Vida pessoal
Grigor nasceu em Haskovo como filho único do pai Dimitar, um treinador de ténis e da mãe Maria, uma professora de educação física e ex-jogadora de voleibol. Ele pegou numa raquete de ténis pela primeira vez quando tinha 3 anos e tinha sido a mãe dele que lhe deu, e começou a jogar diariamente com 5 anos de idade. Enquanto que era um adolescente, ele viveu em Paris, França enquanto que treinava na Academia de Ténis do Patrick Mouratoglou. Ele fala búlgaro e inglês e diz que os seus interesses são desporto, carros, computadores e relógios. Desde os seus anos de juvenil, ele teve muitas alcunhas, tais como G-Force, Dimi, PT (Prime Time) Baby Fed and Show Time.
Havia rumores que o Dimitrov estava a namorar com a russa Maria Sharapova durante o segundo semestre do ano 2012, mas os dois apenas confirmaram a sua relação após os Masters de Madrid de 2013, onde o búlgaro derrotou o Nº1 do mundo, Novak Djokovic.
Atualmente, Dimitrov namora a cantora e atriz Nicole Scherzinger desde 2016.

## Carreira Juvenil
Ele ganhou o seu primeiro troféu, com 14 anos de idade, ganhou um título europeu sub-14. Em 2006 ganhou a Orange Bowl sub-16 simples. e mais tarde foi nomeado em 2007 como Eddie Herr Estrela em ascensão internacional.
Em 2007, Dimitrov foi finalista na Orange Bowl sub-18 simples masculina, perdendo com Ričardas Berankis da Lituânia. Com Vasek Pospisil, ele chegou à final de Duplas no US Open de 2007, caíndo para Jonathan Eysseric e Jérôme Inzerillo.

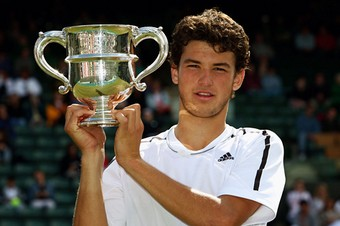
Dimitrov a sagrar-se campeão do Torneio de Wimbledon Juvenil de 2008.

Ele começou a época de Grand Slam com uma presença nos quartos-de-final em Roland Garros, perdendo para o polaco Jerzy Janowicz em três partidas. Mas acabou por ganhar Wimbledon depois de derrotar o finlandês Henri Kontinen na final. Ganhou um título sem perder um set apesar de ter jogado o torneio inteiro com uma lesão no ombro.
A vitória viu-o juntar-se a ex-campeões como Roger Federer e Stefan Edberg e garantiu-lhe uma wildcard para integrar o quadro principal do torneio de Wimbledon de 2009. O sucesso continuou o US Open. Derrotou na final o qualifer americano Devin Britton em dois sets, tendo derrotado nas meias-finais o primeiro cabeça-de-série Tsung-hua Yang. Depois do torneio, Dimitrov anunciou que iria acabar com a sua carreira júnior com o objetivo de se focar em melhorar o seu ranking da ATP. Após o US Open, ele ultrapassou o ex-número 1 Tsung-hua Yang, ficando em primeiro e terminou em terceiro nos rankings juvenis desse ano.
Dimitrov conseguiu um registo de vitórias/derrotas de 66-25 como júnior e 42-20 em Duplas.

## Títulos

### Performance de Grand Slams Juvenis
| Torneios Juvenis de Grand Slam |     |    |
| Open da Austrália              | A   | A  |
| Roland Garros                  | A   | QF |
| Wimbledon                      | Q1  | V  |
| US Open                        | R32 | V  |

### Finais Juvenis de Grand Slam: 3  (2 Vencidos, 1 Perdido)

#### Simples: 2  (2 Títulos)
| Estatuto | No. | Data              | Torneio   | Superfície | Oponente       | Resultado |
| -------- | --- | ----------------- | --------- | ---------- | -------------- | --------- |
| Vencedor | 1.  | July 6, 2008      | Wimbledon | Relva      | Henri Kontinen | 7–5, 6–3  |
| Vencedor | 2.  | September 8, 2008 | US Open   | Dura       | Devin Britton  | 6–4, 6–3  |

#### Duplas: 1  (1 Vice-Campeão)
| Estatuto     | No. | Data              | Torneio | Superfície | Parceiro       | Oponentes                          | Resultado |
| ------------ | --- | ----------------- | ------- | ---------- | -------------- | ---------------------------------- | --------- |
| Vice-campeão | 1.  | September 9, 2007 | US Open | Dura       | Vasek Pospisil | Jonathan Eysseric Jérôme Inzerillo | 2–6, 4–6  |